# لازار هايوارد
لازار هايوارد (بالإنجليزية: Lazar Hayward)‏ مواليد 26 نوفمبر 1986 في بوفالو، هو لاعب كرة سلة أمريكي بدأ مسيرته الاحترافية في سنة 2010 حيث تم اختياره من قبل فريق واشنطن ويزاردز خلال الدرافت ويحمل الرقم 19. يبلغ طوله 6 قدم 6 بوصة (2.0 م).

## فرق لعب لها
- مينيسيوتا تيمبر وولفز
- أوكلاهوما سيتي ثاندر

## إحصائيات المسيرة

### الموسم الاعتيادي
| السنة   | الفريق                | لعب | بدأ | دقيقة | ميداني% | ثلاثية | حرة   | ارتداد | صنع | استلاب | تصدي | نقطة |
| ------- | --------------------- | --- | --- | ----- | ------- | ------ | ----- | ------ | --- | ------ | ---- | ---- |
| 2010–11 | مينيسيوتا تيمبر وولفز | 42  | 0   | 10.0  | .357    | .283   | .786  | 1.7    | .7  | .3     | .2   | 3.8  |
| 2011–12 | أوكلاهوما سيتي ثاندر  | 26  | 0   | 5.4   | .342    | .286   | .583  | .6     | .2  | .1     | .0   | 1.4  |
| 2012–13 | مينيسيوتا تيمبر وولفز | 4   | 0   | 7.8   | .200    | .000   | 1.000 | 1.0    | .8  | .5     | .0   | 2.5  |
| المسيرة |                       | 72  | 0   | 8.2   | .347    | .269   | .767  | 1.3    | .5  | .2     | .1   | 2.9  |

### التصفيات
| السنة   | الفريق               | لعب | بدأ | دقيقة | ميداني% | ثلاثية | حرة  | ارتداد | صنع | استلاب | تصدي | نقطة |
| ------- | -------------------- | --- | --- | ----- | ------- | ------ | ---- | ------ | --- | ------ | ---- | ---- |
| 2012    | أوكلاهوما سيتي ثاندر | 5   | 0   | 3.6   | .667    | .000   | .000 | .8     | .0  | .0     | .0   | .8   |
| المسيرة |                      | 5   | 0   | 3.6   | .667    | .000   | .000 | .8     | .0  | .0     | .0   | .8   |

## روابط خارجية
- لازار هايوارد على موقع إن بي أي (الإنجليزية)
- لازار هايوارد على موقع سبورتس رفرنس (الإنجليزية)
- لازار هايوارد على موقع كرة السلة الأوروبية.كوم (الإنجليزية)
- لازار هايوارد على موقع كلية كرة السلة في سبورتس رفرنس.كوم (الإنجليزية)
- لازار هايوارد على موقع ريلجم (الإنجليزية)
- لازار هايوارد على موقع بروبوليرز (الإنجليزية)
- لازار هايوارد على موقع سبورتس رفرنس (الإنجليزية)